# Colonia Industrial Sur
Colonia Industrial Sur är en ort i Mexiko.   Den ligger i kommunen Delicias och delstaten Chihuahua, i den nordvästra delen av landet, 1 200 km nordväst om huvudstaden Mexico City. Colonia Industrial Sur ligger 1 227 meter över havet och antalet invånare är 404.
Terrängen runt Colonia Industrial Sur är platt. Runt Colonia Industrial Sur är det glesbefolkat, med 9 invånare per kvadratkilometer. Närmaste större samhälle är Ciudad Delicias, 10,7 km nordväst om Colonia Industrial Sur. Omgivningarna runt Colonia Industrial Sur är i huvudsak ett öppet busklandskap.